# بوران (فیلم ۲۰۰۹)
بوران (انگلیسی: Whiteout) فیلمی در ژانر جنایی به کارگردانی دامینیک سینا و لن وایزمن است که در سال ۲۰۰۹ منتشر شد. از بازیگران آن می‌توان به کیت بکینسیل، تام اسکریت، کلمبوس شورت و گابریل مَکْت اشاره کرد.

## خلاصه داستان
یک مأمور آمریکایی به نام «کَری اِستِتْکو» (کیت بکینسیل) تنها کسی است که برای رفتن به منطقه‌ای در قطب جنوب تعیین شده‌است. او باید به یک قتل رسیدگی کند، درحالی‌که تنها سه روز تا آغاز زمستانِ آنجا باقی مانده‌است. او در این راه با مأموری از سازمان ملل متحد به نام «رابرت پرایس» (گابریل مَکْت) روبه‌رو می‌شود که او هم قرار است به همین قتل رسیدگی کند…